# Kus
Kus – miasto w Egipcie, w muhafazie Kina. W 2006 roku liczyło 60 068 mieszkańców.